# Antonieta
Antonieta è un film biografico del 1982 diretto da Carlos Saura.
La pellicola racconta la tragica vicenda della scrittrice messicana Antonieta Rivas Mercado, interpretata da Isabelle Adjani.